# 坚硬野芝麻
坚硬野芝麻（学名：Lamium barbatum var. rigidum）为唇形科野芝麻属下的一个变种。